# Klubowe Mistrzostwa Świata w piłce siatkowej mężczyzn 1990
Klubowe Mistrzostwa Świata w piłce siatkowej mężczyzn 1990 odbyły się w Mediolanie (Włochy) w dniach 1–2 grudnia 1990.

## Klasyfikacja końcowa
| Miejsce | Drużyna               |
| ------- | --------------------- |
| złoto   | Mediolanum Milano     |
| srebro  | Banespa São Paulo     |
| brąz    | Maxicono Parma        |
| 4.      | Il Messaggero Ravenna |
| 5.      | CSKA Moskwa           |
| 5.      | Philips Modena        |
| 7.      | ASP Mahad             |
| 7.      | JT Thunders           |